# Pescado Rabioso
Pescado Rabioso foi uma banda argentina de rock-blues, liderada por "el flaco" Luis Alberto Spinetta e acompanhado pelo baterista Black Amaya e o baixista Osvaldo "Bocón" Frascino. Formada em 1971, se dissolve em 1973, havendo passado por ela o tecladista Carlos Cutaia e David Lebón em substituição a Frascino. Apesar de sua curta existência, seu estilo e originalidade musical gerou uma revolução no rock argentino, deixando uma marca indelével sobre o mesmo.

## Discografia
- Desatormentándonos, (1972)
- Pescado Rabioso 2, (1973)
- Artaud (1973)
- Lo mejor de Pescado Rabioso, (1976)
- Obras cumbres, (2001)